# Wangzuo
Wangzuo (kinesiska: 王佐, 王佐镇) är en köping i Kina. Den ligger i Fengtai i storstadsområdet Peking, i den norra delen av landet, omkring 25 kilometer sydväst om stadskärnan. Antalet invånare är 53 808. Befolkningen består av 25 510 kvinnor och 28 298 män. Barn under 15 år utgör 11,0 %, vuxna 15-64 år 81 %, och äldre över 65 år 6,0 %.